# 川島鈴遥
川岛铃遥（日语：川島 鈴遙，2002年3月17日—），日本女演員，出生於栃木县，所屬公司為Sweet Power經紀公司。

## 簡歷
2010年2月14日，在连续剧《正義代書戰士》首次出镜。
2019年，在小田切让首次担任电影导演的作品《擺渡之歌》被选为女主角，并于第34届高崎电影节获得最优秀新人女优赏

## 出演作品

#### 电视连续剧
- 正義代書戰士第5话（2010年2月14日，TBS) - 大野杏
- 世界奇妙物語 20週年春季特別篇 〜熱門節目競賽篇〜 抚摸大人的戒指（2010年4月4日，富士电视台）- 少女
- 女帝薫子（日语：女帝薫子） 第1話・第5話（2010年4月25日・5月23日，朝日电视台） - 西村紗也
- 贤者之爱（日语：賢者の愛）（2016年10月13日，WOWOW) - 高中真由子
- FINAL CUT 第3話（2018年1月23日，富士电视台） - 横田帆波
- 白衣的战士（日语：白衣の戦士!） 第4話（2019年5月8日，日本电视台） - 平井紗耶
- 古泷兄弟和四苦八苦（日语：コタキ兄弟と四苦八苦） 第6話（2020年2月14日，东京电视台） - 六花

#### 电影
- 擺渡之歌（2019年9月13日, Kino Films（日语：キノフィルムズ））- 少女